# Broussy-le-Petit
Broussy-le-Petit är en kommun i departementet Marne i regionen Grand Est (tidigare regionen Champagne-Ardenne) i nordöstra Frankrike. Kommunen ligger i kantonen Sézanne som tillhör arrondissementet Épernay. År 2022 hade Broussy-le-Petit 137 invånare.

## Befolkningsutveckling
Antalet invånare i kommunen Broussy-le-Petit
| Referens: INSEE |